# Elección papal de 1185
El cónclave del 25 de noviembre de 1185 fue una elección papal convocada luego de la muerte del Papa Lucio III. El resultado fue la elección del cardenal Uberto Crivelli de Milán, que tomó el nombre de Urbano III.

## Lista de participantes
Probablemente había 26 cardenales del Sagrado Colegio a la muerte de Lucio III. Basándose en las bulas papales entre el 11 de noviembre y 16 de diciembre de 1185, la lista de sus electores se reconstruye la siguiente manera:
| Nombre del Elector            | Título Cardenalicio                                    | Notas                                   |
| ----------------------------- | ------------------------------------------------------ | --------------------------------------- |
| Conrado de Wittelsbach        | Obispo de Sabina y Arzobispo de Maguncia               | Decano del Colegio Cardenalicio         |
| Teodino de Arrone             | Obispo de Porto e Santa Rufina                         |                                         |
| Henri de Marsiac, O.Cist.     | Obispo de Albano                                       |                                         |
| Thibaud, O.S.B.Cluny          | Obispo de Ostia e Velletri                             |                                         |
| Giovanni Conti da Anagni      | Sacerdote de S. Marco                                  | Futuro obispo de Palestrina (1190-1196) |
| Laborante de Panormo          | Sacerdote de S. Maria in Trastevere                    |                                         |
| Uberto Crivelli               | Sacerdote de S. Lorenzo in Damaso y Arzobispo de Milán | Electo Papa Urbano III                  |
| Pandolfo                      | Sacerdote de SS. XII Apostoli                          |                                         |
| Albino, C.R.S.F.              | Sacerdote de S. Croce in Gerusalemme                   | Futuro obispo de Albano (1189-1197)     |
| Melior le Maitre, O.S.B.Vall. | Sacerdote de SS. Giovanni e Paolo                      | Camarlengo de la Santa Iglesia Romana   |
| Adelardo Cattaneo             | Sacerdote de S. Marcello                               | Futuro obispo de Verona (1188-1214)     |
| Ardicio Rivoltella            | Diácono de S. Teodoro                                  |                                         |
| Graziano da Pisa              | Diácono de SS. Cosma e Damiano                         |                                         |
| Soffredo                      | Diácono de S. Maria in Via Lata                        |                                         |
| Pietro Diana                  | Diácono de S. Nicola in Carcere                        |                                         |
| Radulf Nigellus               | Diácono de S. Giorgio in Velabro                       |                                         |
| Rolando                       | Diácono de S. Maria in Portico                         | Ex-obispo electo de Dol (1177-1185)     |

## La muerte de Lucio III y la elección del Papa Urbano III
Lucio III murió en Verona el 25 de noviembre de 1185 a una edad muy avanzada. Ese mismo día, 17 cardenales presentes en su lecho de muerte comenzaron los procedimientos para elegir a su sucesor. La mayoría de ellos llegaron desde el norte de Italia y formaron una facción radical antimperial, mientras que los cardenales más moderados (llamada "facción romana", porque la mayoría de ellos eran romanos) estuvieron ausentes, al igual que su líder Alberto di Morra de Benevento, canciller del Papa. En tales circunstancias, los cardenales del norte obtuvieron rápidamente la elección de su candidato Uberto Crivelli de Milán. Fue elegido por unanimidad dentro de un par de horas después de la muerte de Lucio III, y tomó el nombre de Urbano III. Fue coronado en Verona el 1 de diciembre de 1185. Después de su elección al papado, mantuvo la administración en la sede metropolitana de Milán.